# إريكا نوردبي
إريكا نوردبي طفلة كندية ولدت في فبراير 2000 معروفة أيضا باسم الطفلة اريكا هي فتاة كندية الأصل من ادمونتون، ألبرتا. ومعروفة في المقام الأول أنها تم احياؤها بعد أن مضي ساعتين دون ضربات القلب بسبب انخفاض حرارة الجسم.